# The Sisterhood
The Sisterhood war ein Seitenprojekt des Sisters-of-Mercy-Sängers Andrew Eldritch, bei dem er Songs, die er für ein zweites Sisters-of-Mercy-Album komponiert hatte, mit Hilfe von Gastmusikern aufnahm.

## Vorgeschichte
Nach der Veröffentlichung des ersten Sisters-of-Mercy-Albums First and Last and Always im März 1985 bereitete die Band sich auf das Nachfolgealbum vor. Eldritch: „Das nächste Sisters-Album sollte 'Left on Mission and Revenge' heißen.“
Sänger Andrew Eldritch betrachtete aber den bisherigen musikalischen Stil der Band als ausgereizt: „Ich wollte immer etwas völlig anderes machen, aber egal was wir taten, es war letztlich doch immer dasselbe.“ „Damals wollte ich herausfinden wie es ist, Songs ohne Rocksongstrukturen und vor allem ohne Gitarrenparts aufzunehmen.“
Zusammen mit Gitarrist Wayne Hussey zog sich Eldritch von August bis September 1985 nach Bramfeld zurück, um neue Songs komponieren. Wayne Hussey: „Ich ging mit Andrew für einen Monat nach Hamburg, wo wir Songs für das zweite Sisters-of-Mercy-Album schreiben wollten, und als wir zurückkamen, waren meine Ideen samt und sonders abgelehnt und Andrews nur sehr rudimentär.“ „Andrew lehnte alle meine Songs ab und ließ mich die ganze Zeit an einem Akkord arbeiten: 'Hier ist mein Song – E-moll!'“
Zurück in England fand sich die Band im Oktober 1985 im Studio zu Probeaufnahmen ein, die musikalischen Gegensätze waren aber unüberbrückbar. Wayne Hussey: „Als es daranging, das zweite Album zu realisieren, sagte Andrew 'Ich werde keinen einzigen deiner Songs singen.'“
Eldritch: „Dann meinten sie 'Na gut, was für neue Songs sollen wir denn dann spielen?' Und ich sagte 'Wie ist es damit, damit und damit?' und leider hatte schon das erste 'damit' zu viele Akkordwechsel pro Minute, und Craig sagte 'Wenn das die Gitarrenmelodie sein soll, spiele ich das nicht' und haute ab. Und das war's dann.“ „Die anderen wollten irgendwann meine neuen Lieder, wie 'Torch' zum Beispiel, nicht mehr spielen. […] Der Song hat etwas ausgefallene Akkordwechsel. Craig fand sie bescheuert, er meinte 'Sowas spiele ich nicht, ich gehe nach Hause.' Und da blieb er.“
Hussey: „Craig stieg während der Proben aus, und einen Tag später folgte ich ihm.“
Die Auflösung der Band wurde in der Musikpresse am Samstag, den 2. November 1985 mitgeteilt: „The Sisters of Mercy bestehen seit dieser Woche nur noch aus Andrew Eldritch und seinem getreuen Drumcomputer Doktor Avalanche, nachdem Gitarrist Wayne Hussey und Bassist Craig Adams die Band verlassen haben. Obwohl dies Studiopläne für eines neues Album diesen Monat zunichte gemacht hat, will Andrew jetzt dieses Album im neuen Jahr aufnehmen und könnte dabei Wayne als Sessiongitarrist einsetzen. Der Bruch wurde von einem Merciful Release-Sprecher als 'freundschaftlich' beschrieben. „Das Klischee 'musikalische Differenzen' wäre nicht unangebracht. Wayne und Craig waren nicht in der Lage, den Richtungswechsel der Band nachzuvollziehen.“ Andrew hat außerdem Patricia Morrison, momentan bei Fur Bible, gebeten auf dem Album mitzuwirken, es ist aber noch nicht bekannt, ob Andrew unter dem Namen Sisters of Mercy weitermachen wird. Es wird berichtet, daß Wayne und Craig ihre eigene Band zusammenstellen.“
Andrew Eldritch: „Als wir getrennte Wege gingen, einigten die Leute, die jetzt The Mission sind, und ich uns darauf, daß niemand den Bandnamen weiterbenutzt.“ „Die Band war gut und erfolgreich, wir konnten alle weitermachen. Der Split kam zu einem Zeitpunkt, als es keinem von uns wehtat.“

## Giving Ground
Eldritch rief noch am selben Tag die Bassistin Patricia Morrison an, die sich gerade mit ihrer Band Fur Bible auf Großbritannientour mit Siouxsie and the Banshees befand, und bat sie, auf seinem Album mitzuwirken. Morrison: „An dem Tag, an dem bei ihnen alles auseinanderfiel, rief er mich an und sagte 'Würdest du das machen?' Und ich sagte ja. […] Wir hatten aber noch ein paar Touren geplant, also wartete ich solange, bis das erledigt war, und stieg dann aus.“
Hussey und Adams hingegen, wie Eldritch weiterhin bei WEA Records unter Vertrag, buchten direkt Ende Oktober 1985 Studiozeit in den Slaughterhouse Recording Studios in Driffield, nahmen ein Demo mit vier Songs auf und stellten danach eine neue Band zusammen. Das Demo wurde jedoch von der Plattenfirma abgelehnt, da man von Hussey als Sänger nicht überzeugt war.
Eldritch ging zu Jahresende 1985 ebenfalls ins Studio, um für sein Independent-Label Merciful Release die Debütsingle von James Ray and the Performance zu produzieren. James Ray: „Das Sisterhood-Projekt ergab sich während der Aufnahmen zu 'Mexico Sundown Blues'.“
Während sich Eldritch und Ray im Studio befanden, kündigten Hussey und Adams, die die komplette Roadcrew der Sisters samt Ausrüstung übernommen hatten, für den 20. Januar 1986 ihr erstes Konzert an, das sie unter dem neuen Namen The Sisterhood spielen wollten.
Eldritch war alarmiert: „Erst fingen sie an, Anspruch auf den Namen zu erheben, was ganz klar gestoppt werden mußte. Und als sie sich dann The Sisterhood nennen wollten, konnte ich nichts dagegen tun als vor ihnen selbst The Sisterhood zu sein – die einzige Art und Weise, diesen Namen aus der Welt zu schaffen, war, ihn zuerst zu benutzen und ihn dann zu erledigen.“ „Warners glaubten, sie könnten zwei Bands auf demselben Label haben, die auch noch fast denselben Namen tragen.“
Eldritch beschloss, sich so schnell wie möglich die Rechte an dem Namen The Sisterhood zu sichern. Zu diesem Zweck ließ er eine gleichnamige Firma registrieren und bereitete eilig eine Plattenveröffentlichung auf seinem eigenen Label vor.
In nur fünf Tagen nahm Eldritch einen Song namens Giving Ground auf, den er zusammen mit Lucas Fox produzierte. Fox und Eldritch hatten sich im Frühjahr 1985 kennengelernt, als Fox vorübergehend Schlagzeuger der australischen Vorband The Scientists gewesen war, als diese zusammen mit den Sisters of Mercy auf Großbritannien-Tour waren. Eldritch nahm sämtliche Instrumente (Gitarre, Bass, Synthesizer und Drumcomputer-Programmierung) selbst auf, während Fox zusätzliche Percussion-Parts programmierte.
Auf der Single sind zwei verschiedene Mixe des Songs enthalten, Eldritchs originale Instrumental-Version Giving Ground (AV) (5:45 min) auf der B-Seite und der gesungene Remix Giving Ground (RSV) (4:50 min) auf der A-Seite. Auf der offiziellen Sisters-of-Mercy-Website werden die Abkürzungen 'AV' und 'RSV' wie folgt erklärt: „Die 'Autorisierte Version' von 'Giving Ground' ist Andrews Originalversion, und die 'Revidierte Standard-Version' ist die Version, die Merciful-Release-Kollegen gestaltet haben und dann als Standardversion akzeptiert wurde. 'AV' und 'RSV' sind allgemein bekannte [englische] Ausgaben der Bibel.“
Da Eldritch als Künstler nach wie vor bei WEA Records unter Vertrag stand, konnte er selbst den Gesang nicht übernehmen, da er den Song sonst zuerst WEA zur Veröffentlichung hätte anbieten müssen. James Ray: „Er bat mich, und ich sang an seiner Stelle, so einfach war das.“
Merciful Release kündigten die Single in einer Presseerklärung an: „Die mit Merciful Release verbündeten Kräfte präsentieren Ihnen The Sisterhood, Andrew Eldritch steuert (in diesem Fall) musikalisch Gift und Galle bei, während James Ray and the Performance ihre enormen Sangeskünste vorstellen … von ihnen bald mehr.“
Die Single erschien wie geplant am 20. Januar 1986, demselben Tag, an dem Hussey und Adams als The Sisterhood in London ihr Debütkonzert gaben. Der entstandene Presserummel um die beiden streitenden Parteien führte dazu, dass Eldritchs Single am 8. Februar in die britischen Independent-Charts einstieg und am 15. Februar 1986 dort auf Platz 1 kletterte. Die Rezensionen in der Musikpresse waren allerdings einhellig negativ, und auch James Ray erklärte später: „Es ist ein fürchterliches Lied.“
Hussey und Adams mussten den Namen The Sisterhood aufgeben. Eine Radiosession für die Janice Long Evening Show auf BBC Radio 1 am 10. Februar spielten sie unter dem provisorischen Namen The Wayne Hussey and Craig Adams Band, um dann Ende Februar 1986 endgültig den Namen The Mission anzunehmen.
Eldritch kommentierte in einer neuerlichen Presseerklärung: „Wir nehmen an, daß diese Namenswahl nichts mit dem in Kürze erscheinenden Andrew Eldritch-Album zu tun hat, das einige Monate lang den Arbeitstitel 'Left on Mission and Revenge' trug.“
Am 2. März 1986 gaben The Mission ein Konzert in Birmingham. Wayne Hussey: „Der Großteil der Songs, die wir bis jetzt im Set haben, sind meine Songs, die Andrew für das zweite Sisters-of-Mercy-Album abgelehnt hatte. Wirklich paradox, denn er hat uns in Birmingham gesehen und sagte, wie gut er die Songs findet.“

## Geplante Maxi-SingleThis Corrosion
Die britische Sounds kündigte am 20. Februar 1986 an, dass „eine neue Maxisingle mit dem Titel 'This Corrosion' bald in den Läden sein wird, mit denselben Musikern und außerdem einem mysteriösen und bislang ungenannten amerikanischen Sänger.“ Diese Maxisingle wurde auch in Deutschland in Anzeigen als „demnächst erhältlich“ angekündigt.
James Ray: „Also, während der Aufnahmen zu 'Mexico Sundown Blues'/'Edie Sedgwick' wurde 'Giving Ground' gemacht und veröffentlicht. Danach arbeiteten wir wochenlang an einer zweiten Sisterhood-Single, 'This Corrosion', aber Eldritch beschloß schließlich, daß er den Song benutzen wollte, um die Sisters neu zu starten.“
Die Aufnahmen fanden mit dem Tontechniker John Spence in den Fairview Recording Studios bei Hull statt. Der amerikanische Sänger Alan Vega, der seit 1983 mit den Sisters of Mercy befreundet war und sich von Februar bis März 1986 auf einer Solo-Tour durch Großbritannien und Europa befand, nahm eine Version des Songs auf, es existieren auch noch weitere Gesangs-Takes mit James Ray und Andrew Eldritch. Eine 9-minütige Eldritch-Version von This Corrosion wurde an Weihnachten 2006 von Ex-James-Ray-and-the-Performance-Mitglied Carl Harrison im Internet hochgeladen („Ich hatte zu der Zeit im selben Studio gearbeitet“) und ist seitdem weithin verfügbar.
Die geplante Maxisingle wurde nie veröffentlicht, das Stück This Corrosion wurde stattdessen 1987 die Comeback-Single von The Sisters of Mercy.

## Gift-Album
The Mission begannen im März 1986 Verhandlungen mit dem Majorlabel Phonogram Ltd., da sich WEA Records weigerten, Material der Band zu veröffentlichen. Die Band brachte zunächst das Demotape vom Oktober 1985 in überarbeiteter Form am 9. Mai 1986 als Single auf einem kleinen Independent-Label heraus. Die Single (deren B-Seite in Anlehnung an die Single Giving Ground (RSV) scherzhaft Wake (RSV) betitelt wurde) landete direkt auf Platz 1 der Independent-Charts. WEA Records lösten darauf ihren Vertrag mit The Mission auf.
Sowohl Andrew Eldritch als auch The Mission standen jedoch nach wie vor beim Musikverlag von RCA Records, RCA Music Limited, unter Vertrag. Für das Jahr 1986 war eine Summe von 25.000 Pfund für ein Studioalbum vereinbart (Advance against royalties deal, eine pauschale Tantiemenzahlung im Voraus), RCA Music kündigte jedoch an, die Summe auf die beiden Parteien aufteilen zu wollen.
Eldritch beschloss Anspruch auf die gesamte Summe zu erheben, indem er, ähnlich wie im Fall der Giving-Ground-Single, als erster ein komplettes Album komponierte, produzierte und veröffentlichte. Wieder trat er als Sänger nicht in Erscheinung, um das Album selbst herauszubringen und nicht WEA Records anbieten zu müssen: „Die fanden es großartig, daß ich mich The Sisterhood nannte, während sie die Sisters Of Mercy noch in der Tasche zu haben glaubten. Also haben sie mir in keinster Weise geholfen. Ich mußte die Platte auf Merciful Release rausbringen, hatte dafür aber völlig freie Hand.“
Eldritch kehrte mit Lucas Fox in die Fairview Recording Studios zurück. Merciful Release-Büroleiter Boyd Steemson: „Wir hatten einige Tracks in petto, also stellte Andrew schnell ein paar Songs fertig.“
James Ray: „Mit dem Album hatte ich eher wenig zu tun, weil Eldritch Ewigkeiten brauchte um irgendeine konkrete Idee zu formulieren, und ich eher meine eigenen Sachen schreiben wollte. Ich persönlich denke, daß das Album offensichtlich nur dazu diente, nach der Single nochmal abzukassieren.“
Giving Ground, in einem Extended-Remix auf dem Album enthalten, ist das einzige Stück, an dem James Ray mitwirkte.
James Ray: „Die gesprochenen Passagen stammen von Lucas Fox.“ „Wenn ich mich recht erinnere, gab ich Andrew nur einige Ratschläge darüber, wie Lucas Fox seine Stimme einsetzen sollte, und das reichte mir auch schon.“
Lucas Fox spricht auf den Tracks Colours, Finland Red, Egypt White und Rain from Heaven. Der Text von Finland Red, Egypt White stammt dabei aus einem Waffenhändlerkatalog für das Sturmgewehr AK-47 und der Titel bezeichnet den Ländercode für Bestellungen. James Ray gibt an, dass der Bassist der lokalen Band The Housemartins, Norman Cook, während der Sessions einen unveröffentlicht gebliebenen Remix des Tracks angefertigt hat. Rain from Heaven mit seinem Chorgesang war möglicherweise eines der Stücke, das Eldritch für das zweite Sisters-of-Mercy-Album geschrieben hatte, da er später erwähnte, wie „Craig und Wayne sagten, die Chorgesänge seien verrückt.“
Patricia Morrison hatte erstmals die Gelegenheit, mit Andrew Eldritch zusammenzuarbeiten. Ihr einzig gesicherter Beitrag zu dem Album ist jedoch nur eine gesprochene Passage auf dem Track Jihad. Eldritch: „Also bestellte ich Patricia ins Studio und sagte ihr 'Sing dies – Two-Five-Zero-Zero-Zero'. Zwei Monate hat es gedauert, bis The Mission gemerkt haben, was es mit diesem Text auf sich hatte. Zwei Monate!“
Alan Vega wird zwar auf dem Plattencover genannt, es ist aber unbekannt, ob und inwiefern er zu den Albumaufnahmen beigetragen hat. Möglicherweise sang er zusammen mit Patricia Morrison beim „Rachechor“ (Chorus of Vengeance) auf dem Track Rain from Heaven mit.
Das Album erschien im Juli 1986 auf Eldritchs Merciful Release-Label und erntete in der englischen Musikpresse durchgehend negative Kritiken, während das Album in der deutschen Musikpresse komplett ignoriert wurde. Das Ziel, das Eldritch sich gesetzt hatte, erreichte das Album nicht, denn RCA Music Limited lösten den Vertrag mit Andrew Eldritch auf und behielten stattdessen The Mission. Eldritch bezeichnete die Sisterhood-Episode später als „Fiasko“.
Tony Perrin, Manager von The Mission: „Ich glaube, Eldritch hat die ganze Sache länger betrieben, als das irgendjemand interessiert hat. Wir bekamen noch Ewigkeiten später Briefe von seinen Anwälten, ohne daß jemals etwas dabei herausgekommen wäre. Die ganze Sache hat uns lediglich Anwaltsrechnungen gekostet und sonst gar nichts, diese Gerüchte über große Summen, die wir verloren hätten, waren alle Blödsinn, es ist auch nie vor Gericht gelandet.“
Andrew Eldritch sagte später über das Album: „Die Sisterhood-LP war eine Waffe in diesem Privatkrieg. Deshalb habe ich sie 'Gift' genannt. […] Trotzdem mag ich die Platte. Sie ist seltsam, aber gut.“ „Für mich war das eine Technoplatte. Oder was ich damals für Techno hielt.“
Auf der offiziellen Sisters-of-Mercy-Website äußert man sich rückblickend so: „Das Sisterhood-Album ist zum Klassiker geworden, es entstand parallel zum New Beat der europäischen Avantgarde, der dann zu Techno führte.“

### Album-Tracklist
1. Jihad – 8:16
2. Colours – 8:02
3. Giving Ground – 7:30
4. Finland Red, Egypt White – 8:16
5. Rain From Heaven – 6:42

### Album-Wiederveröffentlichungen
- Am 1. August 1989 wurde Gift erstmals auf CD veröffentlicht.
- Am 16. Mai 1994 wurde Gift in Deutschland auf CD veröffentlicht, Neuauflagen des Albums gab es seitdem nicht.

### Album-Trivia
Der englische Drehbuchautor Neil Cross verarbeitete im Jahre 2008 mehrere Textzitate des Albums für eine Folge der britischen Spionageserie Spooks – Im Visier des MI5. In der Folge Nuclear Strike, die am 8. Dezember 2008 erstmals im britischen Fernsehen auf BBC One ausgestrahlt wurde, verwendete er die Zeilen „Two-Five-Zero-Zero-Two-Five“, „Finland Red, Egypt White“, „Rain from Heaven“ und „What is lost can never be found“.